# Benjamin Nolte
Benjamin Dominik Nolte (* 4. Juli 1982 in Hagen) ist ein deutscher Politiker (AfD). Er wurde bei der bayerischen Landtagswahl 2023 in den Bayerischen Landtag gewählt.

## Leben
Nolte wuchs im Sauerland auf. 2002 bestand er das Abitur am Bergstadt-Gymnasium in Lüdenscheid.
Anschließend leistete Nolte den Grundwehrdienst ab; nach der Grundausbildung im Luftwaffenausbildungsregiment 1 in Goslar war er als Flugbetriebsspezialist im Jagdbombergeschwader 31 „Boelcke“ in Kerpen-Nörvenich tätig.
Ab dem Wintersemester 2003 studierte er Wirtschaftsingenieurwesen mit der Fachrichtung Maschinenbau an der RWTH Aachen und schloss sein Studium nach einem Wechsel an die TU München 2009 als Diplom-Wirtschaftsingenieur ab. Währenddessen wurde er zunächst Mitglied der Brünner Burschenschaft Libertas zu Aachen und später der rechtsextremen Münchener Burschenschaft Danubia, beide organisiert in der Burschenschaftlichen Gemeinschaft und der Deutschen Burschenschaft (DB). Außerdem wurde er Mitglied der Pennalen Burschenschaft Saxonia Czernowitz zu München im ÖPR. In der DB wurde Nolte 2009 Obmann für Kultur und Politik. Auf dem Burschentag 2009 in Eisenach überreichte Nolte Vertretern einer anderen Burschenschaft eine Banane, da diese ein schwarzes Mitglied in ihren Reihen hatte. Der rassistische Zwischenfall trug ihm den Spitznamen „Bananen-Nolte“ ein, woraufhin Nolte von seiner Position als Verbandsobmann zurücktrat und die Aachener Burschenschaft verließ. Nolte beschrieb seine Aktion später als „unreife, geschmacklose Handlung“, bei der er „unter erheblichem Alkoholeinfluss“ gewesen wäre. Er blieb Mitglied der Alten Herren der Danubia.
Auch in den Folgejahren fiel Nolte wiederholt durch rechtsextreme und menschenfeindliche Aussagen auf, so zum Beispiel 2017, als er auf seinem Facebook-Account forderte, Deutschland müsse „das Land der Deutschen bleiben“ und denjenigen vorbehalten sein, „die hier seit Generationen leben“.
Während des Studiums durchlief er eine Ausbildung zum Reserveoffizier des Truppendienstes in der Luftwaffe.

## Politische Laufbahn
Nolte ist seit 2013 Mitglied der Alternative für Deutschland (AfD) und Gründungsmitglied der Jungen Alternative (JA). Im Februar 2014 wurde er zum stellvertretenden Bundesvorsitzenden der JA gewählt, musste diesen Posten aber zwei Monate später räumen, als seine Mitgliedschaft im Altherrenverein der Danubia und der Vorfall auf dem Burschentag 2009 bekannt geworden war.
Im Jahr 2023 trat er zur bayerischen Landtagswahl im Stimmkreis Weilheim-Schongau an und wurde über den Wahlkreis Oberbayern in den Bayerischen Landtag gewählt.